# سولومون بونا
سولومون بونا (مواليد 19 أغسطس 2003) هو لاعب كرة قدم هولندي يلعب في مركز الظهير الأيمن في نادي آر بي لايبزيغ.

## وصلات خارجية
- سولومون بونا على موقع قاعدة بيانات كرة القدم.إي يو (الإنجليزية)
- سولومون بونا على موقع Soccerway.com (الإنجليزية)
- سولومون بونا على موقع عالم كرة القدم.نت (الإنجليزية)